# Geórgios Kafantáris
Geórgios Kafantáris (em grego: Γεώργιος Καφαντάρης; 1873 — 1946) foi um político da Grécia. Ocupou o cargo de primeiro-ministro da Grécia entre 19 de fevereiro de 1924 a 12 de março de 1924.